# Robert E. Ogren
Robert Edward Ogren (* 9. Februar 1922 in Jamestown, New York; † 13. Juli 2005 in Chautauqua im Chautauqua County) war ein US-amerikanischer Zoologe und Parasitologe. In Veröffentlichungen nutzte er die Abkürzung Robert E. Ogren.

## Leben
Robert E. Ogren wurde als zweites von drei Kindern von David Paul und Mary Gladys (geborene Ahlstrom) Ogren geboren. Während seiner Zeit an der weiterführenden Schule entwickelte er ein Interesse für Naturkunde und beschäftige sich zu Hause mit mikroskopischer Biologie.
1948 heiratete Ogden Jean Blose Jackson. Aus dieser Ehe gingen zwei Söhne, Paul Robert (* 1949) und Philip Edward (* 1953), hervor.
Er starb am 13. Juli 2005 auf einer Reise zur Chautauqua Institution im US-Bundesstaat New York.

## Wissenschaftliche Laufbahn
Er erlangte im Jahr 1947 einen Bachelor im Fach Zoologie am Wheaton College und ein Jahr später einen Master an der Northwestern University. 1953 promovierte er in Zoologie und Physiologie an der University of Illinois. Seine Dissertation hatte den Titel „Concepts of Early Tapeworm Development Derived From Comparative Embryology of Oncospheres“(dt. „Konzepte der frühen Bandwurmentwicklung, abgeleitet aus der vergleichenden Embryologie von Onkosphären“).
Nach seiner Promotion nahm Ogren eine Stelle als Assistant Professor für das Fach Biologie am Ursinus College an, wo er bis 1957 lehrte. Im Anschluss war er bis 1963 Assistant Professor für Biologie am Dickinson College, wo er von 1959 bis 1960 als Vorsitzender den Biologie-Fachbereich leitete. Im Jahr 1963 wechselte er zum Wilkes College (heute die Wilkes University) als Assistant Professor, wo er 1981 eine volle Professur erhielt und 1986 emeritierte. Während seiner Amtszeit führte er Basisforschung zur embryonalen Entwicklung von Echten Bandwürmern. Ab 1980 widmete er sich zudem der Biologie der Landplanarien.
Ab 1987 forschte er gemeinsam mit Masaharu Kawakatsu über Landplanarien, wobei sie ein Review zu allen zu diesem Zeitpunkt bekannten Arten anfertigten. Hierbei beschrieben sie unter anderem die Gattungen Gigantea, Notogynaphallia und Pasipha, die vorher in die Gattung Geoplana eingeordnet waren.

## Veröffentlichungen (Auswahl)
- Robert E. Ogren: Development and Morphology of the Oncosphere of Mesocestoides corti, a Tapeworm of Mammals. In: The Journal of Parasitology. Band 42, Nr. 4, 1956, S. 414–428, doi:10.2307/3274524.
- Robert E. Ogren: Physiological observations on movement and behavior of the land planarian Rhynchodemus sylvaticus (Leidy). In: Proceedings of the Pennsylvania Academy of Science. Band 30, 1956, S. 218–225.
- Robert E. Ogren: Developmental observations, the egg capsule and sexual maturity of the land planarian Rhynchodemus sylvaticus. In: Transactions of the American Microscopical Society. Band 76, Nr. 1, 1957, S. 42–57.
- Robert E. Ogren: The identification and reproductive apparatus of the land planarian, Microplana atrocyaneus (Walton) from Pennsylvania (Platyhelminthes: Turbellaria). In: Proceedings of the Pennsylvania Academy of Science. Band 56, 1982, S. 39–43.
- Robert E. Ogren & Masaharu Kawakatsu: Index to the species of the genus Bipalium (Turbellaria, Tricladida, Terricola). In: The Bulletin of Fuji Women's College Series 2. Band 25, 1987, S. 79–119, doi:10.2307/3274524.
- Robert E. Ogren & Masaharu Kawakatsu: Index to the species of the family Geoplanidae (Turbellaria, Tricladida, Terricola) Part I: Geoplaninae. In: Bulletin of Fujis Women's College. Band 28, 1990, S. 79–166.
- Robert E. Ogren & Masaharu Kawakatsu: Index to the species of the family Geoplanidae (Turbellaria, Tricladida, Terricola) Part II: Caenoplaninae and Pelmatoplaninae. In: Bulletin of Fujis Women's College. Band 29, 1991, S. 35–58.
- Robert E. Ogren: Predation behaviour of land planarians. In: Hydrobiologia. Band 305, Nr. 1–3, 1995, S. 105–111, doi:10.1007/BF00036370.